# Na skalce (Český les)
Na skalce je hora v jihozápadních Čechách. S nadmořskou výškou 1008 metrů je druhým nejvyšším vrcholem Českého lesa – po Čerchovu, od kterého leží jen 0,5 km západně. Ve vrcholové části jsou četné skály a balvany, na jižní rozsoše zajímavá skalní hradba Dlouhá skála (969 m). Zalesněno smíšeným lesem.

## Název
Hora se v minulosti nazývala Skalka. Používání tohoto názvu je doloženo ještě na státní mapě z roku 1995.

## Přístup
Na Čerchov a Na skalku vede řada značených cest, nejkratší je modře značená cesta z Pece na Čerchov (4 km), dále 300 m po neznačené silnici do sedla a dalších 300 m po zeleně značené cestě až na vrchol.